# Ascarophis valentina
Ascarophis valentina is een rondwormensoort uit de familie van de Cystidicolidae. De wetenschappelijke naam van de soort is voor het eerst geldig gepubliceerd in 2005 door Ferrer, Aznar, Balbuena, Kostadinova, Raga & Moravec.